# Silogun
Silogun is een bestuurslaag in het regentschap Mandailing Natal van de provincie Noord-Sumatra, Indonesië. Silogun telt 92 inwoners (volkstelling 2010).